# Sainte-Foy-d'Aigrefeuille

Sainte-Foy-d'Aigrefeuille este o comună în departamentul Haute-Garonne din sudul Franței. În 2009 avea o populație de 1.965 de locuitori.

## Evoluția populației
| An        | 1975 | 1982 | 1990 | 1999  | 2006  | 2009  |
| --------- | ---- | ---- | ---- | ----- | ----- | ----- |
| Populație | 272  | 322  | 688  | 1.631 | 1.886 | 1.965 |